# Castelmagno
Castelmagno (en occitan, Chastèlmanh, en français Castelmagne) est une petite commune de la province de Coni dans le Piémont en Italie, située à 80 km environ au sud-ouest de Turin et à 25 km à l'ouest de Coni. Le nom de cette comune sparso d'une soixantaine d'habitants ne correspond à aucun des différents frazioni (hameaux) qui la constituent : Einaudi, Campomolino, Coletto, Nerone, Chiotti et Chiappi. La principale attraction de cette localité est le sanctuaire de San Magno, à 1 761 mètres d'altitude. 

## Géographie
Le territoire de la commune de Castelmagno est entièrement situé en montagne, dans la haute vallée de la Grana (Valle Grana), dont il constitue le point le plus élevé, avec son sanctuaire à 1 761 m d'altitude.
La municipalité est constituée d'un ensemble de plusieurs localités, quinze à l'origine, dont sept seulement demeurent encore habitées en raison du dépeuplement lié d'une part à l'industrialisation et d'autre part à l'émigration. Campomolino (Champdamoulin) est le chef-lieu de la commune. Les frazioni d'Einaudi (Inaout), Colletto (Coulet), Valliera (Valiera), Campofei (Champdarfei), Nerone (Niroun), Chiotti (Quiot) et Chiappi (Quiap) sont encore habités. Riolavato (Rulavà), Càuri (Caouri), La Croce (La Crous), Batùira (Batouira), Narbona (Arbouno), Albrato (Albrè) et Tetti (Tech) ont été abandonnés.
Ces dernières années, certains de ces hameaux abandonnés ont fait l'objet de tentatives de revitalisation : ainsi Batùira a accueilli une communauté bouddhiste, tandis qu’à Valliera et Campofei, on tentait de relancer la production du fromage du même nom dans des fermes d'alpage et d’attirer les randonneurs en leur proposant un nouveau refuge.
La commune est classée dans la zone sismique 3A (faible sismicité).

## Toponymie

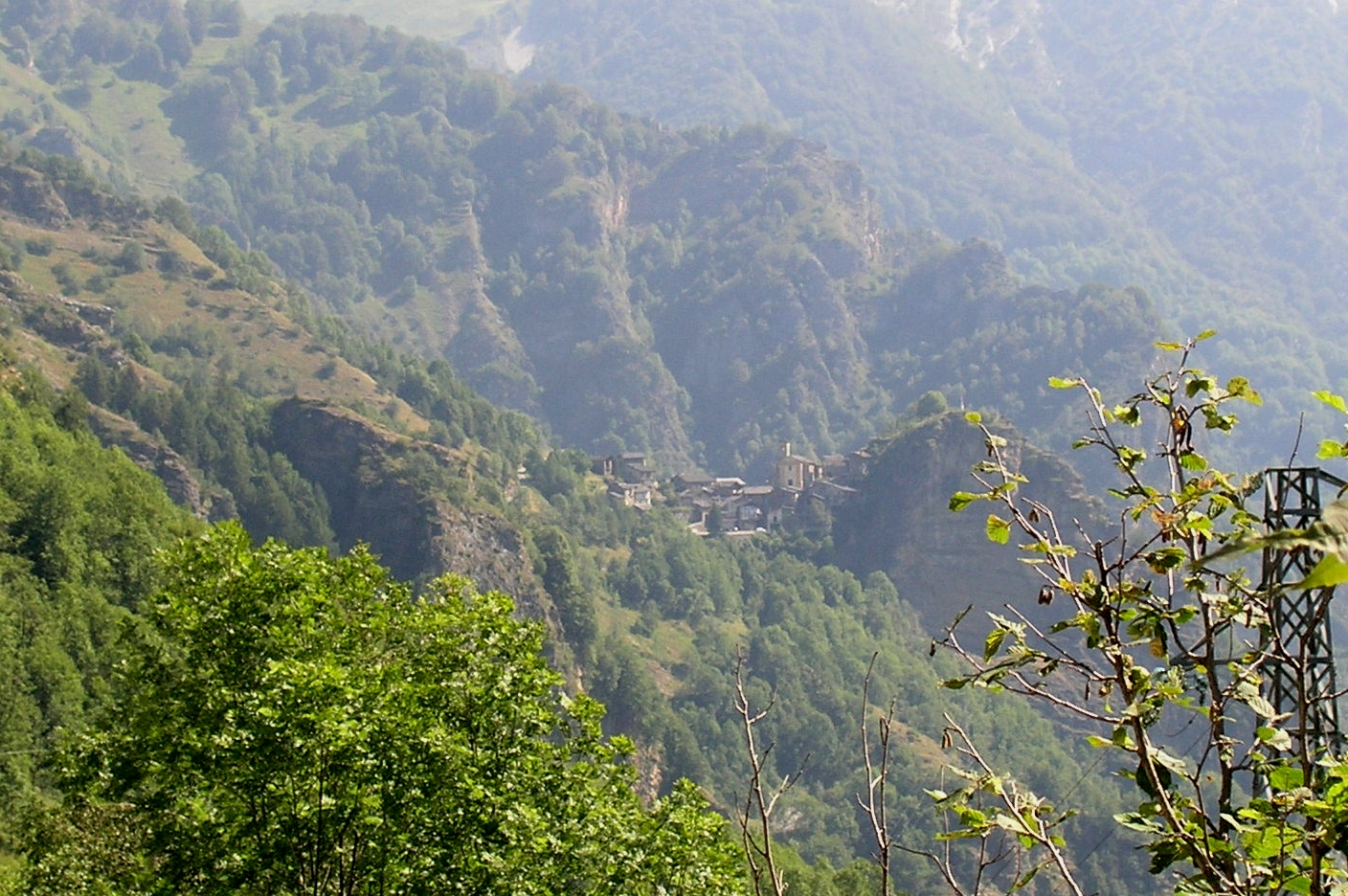
Le hameau de Colletto.

Le nom de la commune vient du latin castrum magnum (grand château). C'est probablement en raison de l'ancien château qui contrôlait la vallée, et dont quelques vestiges sont encore visibles dans le hameau de Colletto.

## Histoire

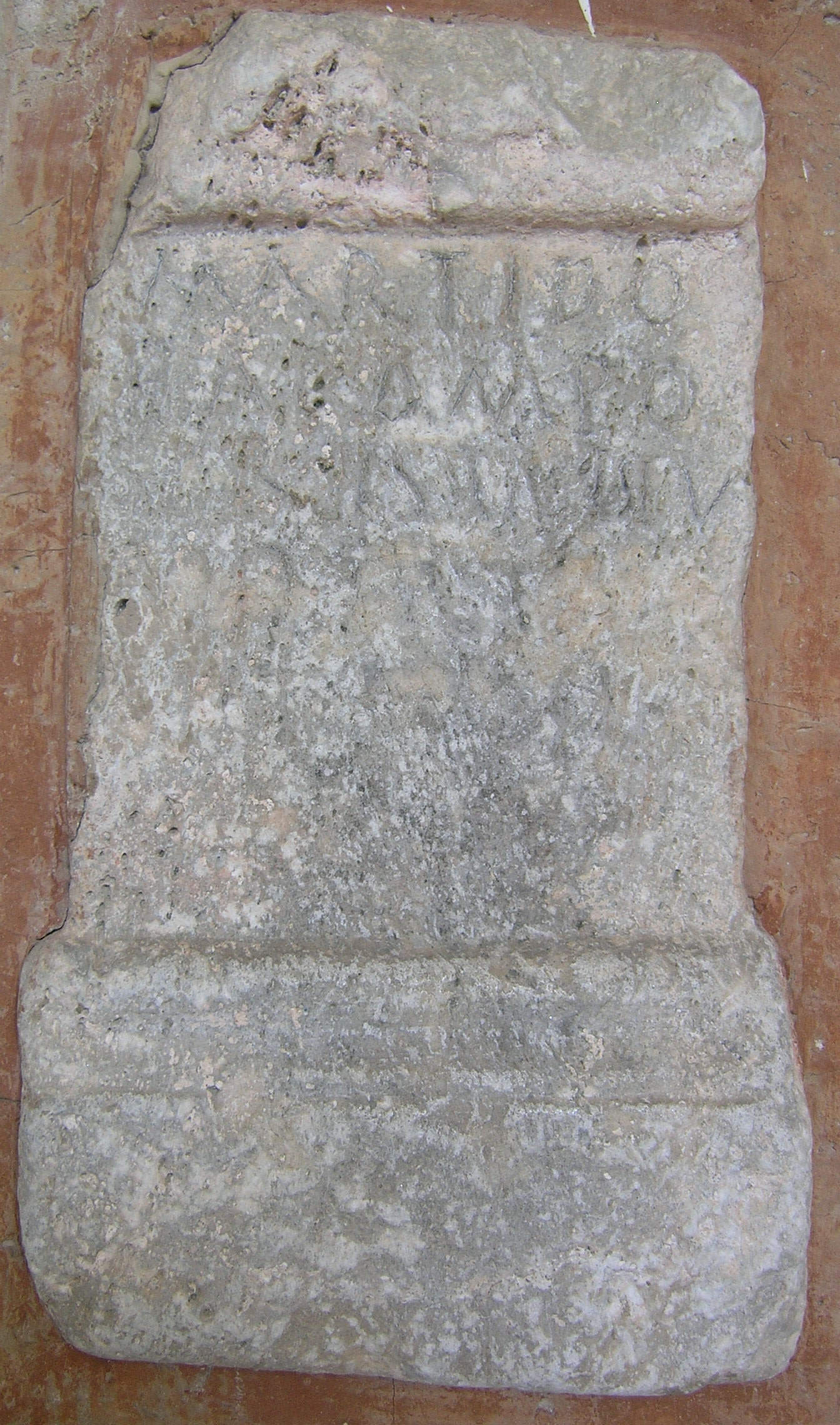
Une pierre tombale romaine (hilarii) couverte d'inscriptions en latin, au sanctuaire de Saint Magne.

Grâce aux travaux effectués en 1894 sur la chapelle Allemandi (la partie la plus ancienne du sanctuaire), un petit arula romain dédié à Mars et certains objets ont été retrouvés, dont des pièces de monnaie remontant à environ 250 ans après Jésus-Christ. C'est la preuve que la vallée était habitée au moins depuis l'époque de la Rome impériale.
L'histoire de Castelmagno est liée à celle du diocèse de Turin, dont l'évêque était seigneur de Valle Grana, et à celle de Coni, dans le district duquel il a été rattaché. Il est également important de noter la forte influence du marquisat de Saluces, de la Maison de Savoie et du Royaume de France, étant donné la position géographique du territoire de Castelmagno, aux confins de ces puissances.
On peut citer par exemple le siège de Coni en 1744, pendant la guerre de succession d'Autriche, lorsque les troupes franco-espagnoles utilisèrent le col de Fauniera pour attaquer Coni et pillèrent les hameaux de Chiappi et Chiotti.
De même pendant la Seconde Guerre mondiale, le territoire de Castelmagno fut le théâtre d'affrontements opposant les brigades partisanes de Justice et Liberté et les troupes allemandes d'occupation.
À partir du début du XXe siècle, sous l'influence de l'industrialisation et des guerres, la commune subit comme beaucoup d’autres un fort déclin démographique. Toutefois, elle conserve une certaine vitalité, notamment grâce à l’attractivité touristique du sanctuaire, la production fromagère et à la tradition de la langue et de la culture occitanes.

## Héraldique
Le blason de Castelmagno est décrit comme étant « écartelé, au I et IV d'argent tronqué aux lions d'or passants, sur quatre rangées de losanges sinople et or, aux II et III d'argent à la croix de gueules ».

## Démographie
Habitants recensés

## Économie
Castelmagno est célèbre, aussi, pour son fromage de vache au lait entier.

## Monuments et points d'intérêt
- Sanctuaire de San Magno : la configuration du bâtiment actuel date du XVIIIe siècle, mais son noyau principal fut édifié environ trois cents ans plus tôt. En 1475, Enrico Allemandi de San Michele di Prazzo fit construire une chapelle gothique dédiée à San Magno. Le culte grandissant envers ce martyr justifia en 1514 un agrandissement de la structure, avec les décorations de Giovanni Botoneri qui peuvent encore être appréciées, mais ce n’est qu’en 1716 que le sanctuaire actuel sera achevé. De nouveaux travaux furent réalisés par la suite, tels que la construction de du maître-autel en 1775, le relèvement du clocher du XVe siècle entre 1845 et 1848 et la construction des portiques latéraux caractéristique et des logements des pèlerins aux-dessus de ceux-ci intervint entre 1861 et 1868.
- Pichot Muzeou d'la vita d'isì (petit musée de la vie d'ici) : ouvert depuis 1992 par des particuliers avec le soutien du centre culturel occitan Detto Dalmastro, cet endroit réunit des objets et des souvenirs de la vie des populations locales, notamment des documents et des témoignages des œuvres des habitants émigrés. Il est situé dans le hameau de Colletto.
- Musée du travail local : exposition de plus de deux cents objets et outils de travail traditionnels, utilisés dans le domaine agricole par les populations locales. Il se trouve dans le hameau de Chiappi.

## Administration
| Période                                  | Période  | Identité            | Étiquette | Qualité |
| ---------------------------------------- | -------- | ------------------- | --------- | ------- |
| 30 mars 2010                             | En cours | Maurizio Giaminardi |           |         |
| Les données manquantes sont à compléter. |          |                     |           |         |

### Hameaux
- Campomolino
- Chiappi
- Chiotti
- Colletto
- Einaudi
- Nerone

### Communes limitrophes
Celle di Macra, Demonte, Dronero, Marmora, Monterosso Grana, Pradleves, San Damiano Macra

## Jumelages
- Quittengo (Italie) depuis 1975